# Money Mad (film 1908)
Money Mad è un cortometraggio muto del 1908 sceneggiato e diretto da David W. Griffith. Basato sul racconto Just Meat di Jack London che venne poi pubblicato nel 1911 in When God Laughs and Other Stories, fu distribuito negli Stati Uniti il 4 dicembre 1908.

## Trama
Un vecchio avaro entra in possesso di un rotolo di banconote che ruba a una ragazza. In banca, cambia il denaro con delle monete d'oro, ma viene visto da una coppia di teppisti che lo seguono fino a casa. Dopo essersi introdotti nell'appartamento, lo sorprendono nel sonno, uccidendolo. I due portano via il bottino fino allo squallido tugurio dove vivono. Quando è il momento di spartirsi il bottino, scoppia la tragedia: uno spara all'altro che, da parte sua, lo pugnala. La vecchia strega che li teneva in pensione, afferra il maltolto, in preda alla frenesia del possesso dell'oro. Nella sua furia, fa cadere per terra una candela accesa che fa divampare un incendio, bruciando tutto quello che si trova nella stanza e bruciando ella stessa nel rogo.

## Produzione
Il film fu prodotto dall'American Mutoscope and Biograph Company.

## Distribuzione
Il copyright del film, richiesto dall'American Mutoscope and Biograph Co., fu registrato il 29 novembre 1908 con il numero H118991.
Il film, un cortometraggio di undici minuti distribuito dalla American Mutoscope & Biograph, uscì in sala il 4 dicembre 1908. Nel 2003, è stato distribuito in DVD dalla Grapevine Video in un'antologia dal titolo D.W. Griffith, Director / Volume 1  (1908-1909) comprendente undici cortometraggi, per un totale di 102 minuti, provenienti dalle collezioni della Library of Congress.